# Les Métairies
Les Métairies é uma comuna francesa na região administrativa da Nova Aquitânia, no departamento de Charente. Estende-se por uma área de 5,18 km². Em 2010 a comuna tinha 737 habitantes (densidade: 142,3 hab./km²).